# Kreisamt Langen-Schwalbach
Das Kreisamt Langen-Schwalbach (auch Kreis Langen-Schwalbach) war 1849 bis 1854 ein Landkreis im Herzogtum Nassau mit Sitz in Langenschwalbach.
Nach der Märzrevolution 1848 wurde die Verwaltung neu geordnet. Mit Gesetz vom 4. April 1849 wurden in Nassau Verwaltung und Rechtsprechung auf unterer Ebene getrennt. Die Reform trat zum 1. Juli 1849 in Kraft. Für die Verwaltung wurden 10 Kreisämter gebildet, die Ämter als Justizämter (also Gerichte der ersten Instanz) weitergeführt.
Das Kreisamt wurde aus den bisherigen Ämtern Langen-Schwalbach, Nastätten und Wehen gebildet und war für die Verwaltungsaufgaben zuständig. Die Rechtsprechung in der untersten Instanz verblieb in den Ämtern, die nun Justizämter genannt wurden. An der Spitze des Kreisamtes stand ein Kreisamtmann (das war die Bezeichnung des Landrats) mit einem Kreissekretär als Vertreter. In Langenschwalbach wurde Ferdinand Vogler zum Kreisamtmann ernannt. Neben dem ernannten Kreisamtmann wurde erstmals ein gewählter Kreisbezirksrat eingerichtet.
Die Reform wurde jedoch bereits am 1. Oktober 1854 wieder rückgängig gemacht, die Kreise wieder abgeschafft und die vorigen Ämter wiederhergestellt.